# Kus
Kus je priimek več znanih Slovencev:
- Jan Kus (*1987), saksofonist, skladatelj
- Jana Kus (-Veenvliet) (*1977), biologinja
- Miloš Kus (1928-2024), agronom, fitopatolog
- Peter Kus, skladatelj, lutkovni režiser, izdelovalec instrumentov in pedagog
- Zoran Kus (*1955), geograf, sociolog in politik